# Kill Devil Hill
Kill Devil Hill – amerykańska supergrupa wykonująca muzykę z pogranicza rocka i heavy metalu. Powstała w 2011 roku z inicjatywy basisty Rexa Browna, znanego z występów w zespole Pantera, perkusisty Vinny’ego Appice’a byłego członka formacji Black Sabbath oraz byłych członków grupy Pissing Razors – wokalisty Deweya Bragga i gitarzysty Marka Zavona.
Debiutancki album formacji zatytułowany Kill Devil Hill ukazał się 22 maja 2012 roku nakładem wytwórni muzycznej SPV GmbH. Album dotarł do 10. miejsca listy Billboard Heatseekers Albums w Stanach Zjednoczonych. Płyta znalazła niewiele ponad 4 tys. nabywców w przeciągu siedmiu tygodni od dnia premiery. Wydawnictwo było promowane teledyskiem do utworu "Strange".
29 października 2013 roku nakładem Century Media Records do sprzedaży trafił drugi album zespołu pt. Revolution Rise. W ramach promocji do pochodzącego z płyty utworu "Leave It All Behind" został zrealizowany wideoklip. W 2014 roku Vinny’ego Appice’a zastąpił Johnny Kelly, znany z występów w zespole Type O Negative.

## Dyskografia
| Kill Devil Hill             | - Data: 22 maja 2012 - Wydawca: SPV GmbH                      | 10 | —  | - USA: 4,2 tys.+ |
| Revolution Rise             | - Data: 29 października 2013 - Wydawca: Century Media Records | 9  | 40 | - USA: 4,4 tys.+ |
| "—" album nie był notowany. |                                                               |    |    |                  |

## Teledyski
| Tytuł                 | Rok  | Reżyseria       | Album           | Źródło |
| --------------------- | ---- | --------------- | --------------- | ------ |
| "Strange"             | 2012 | —               | Kill Devil Hill | [ 4 ]  |
| "Leave It All Behind" | 2014 | Kill Devil Hill | Revolution Rise | [ 5 ]  |

## Nagrody i wyróżnienia
| Rok  | Kategoria                             | Tytułem       | Nagroda                     | Nota      | Źródło |
| ---- | ------------------------------------- | ------------- | --------------------------- | --------- | ------ |
| 2014 | Paul Gray Best Bassist                | Rex Brown     | Revolver Golden Gods Awards | Nominacja | [ 9 ]  |
| 2014 | Best Drummer presented by Razor & Tie | Vinnie Appice | Revolver Golden Gods Awards | Nominacja | [ 9 ]  |